# Кантонални судови Федерације Босне и Херцеговине
Кантонални судови Федерације Босне и Херцеговине су највиши судови који се оснивају у кантонима Федерације Босне и Херцеговине. Обављају послове из своје надлежности у седишту суда, али могу се обављати ван седишта суда ради ефикасности, смањивања трошкова и осталих оправданих разлога.

## Надлежности Кантоналних судова
Надлежност Катоналних судова:
- У првостепеној надлежност
  - да суди за кривична дела за која је законом прописана казна затвора више од 10 година или дуготрајни затвор, ако законом није одређена надлежност другог суда
  - да поступа у току истраге и након подизања оптужнице у складу са законом
  - да суди за кривична дела за која је Суд Босне и Херцеговине пренео надлежност на кантоналне судове
  - да одлучује у свим управним споровима, као и о захтевима за заштиту слобода и права утврђених уставом, ако су такве слободе и права повријеђени коначним појединачним актом или радњом службеног лица у органима управе, односно одговорног лица у предузећу, установи или другом правном лицу када за заштиту тих права није осигурана друга судска заштита
- У другостепеној надлежност
  - да одлучује о жалбама против одлука општинских судова
  - да одлучује по жалбама изављеним на решења о прекршајима
  - да одлучује о другим редовним и ванредним правним лековима, ако је то одређено законом
- У осталим надлежностима
  - да решава о сукобу месне надлежности између опшинских судова са подруча кантона
  - да одлучује о преносу месне надлежности са једног опшинског суда на други опшински суд на подручју кантона
  - да одлучује о брисању осуде и престанку мера сигурности и правних последица осуде на основу судске одлуке
  - да поступа по молбама за помиловање у складу са законом
  - да решава о признавању одлука страних судова, страних трговачких судова и страних арбитража
  - да пружа међународну правну помоћ у кривичним предметима и
  - да обавља друге послове одређене законом

## Списак Кантоналних судова
Кантонални судови су:
- Кантонални суд у Бихаћу за подручје Унско-санског кантона
- Кантонални суд у Оџаку за подручје Посавског кантона
- Кантонални суд у Тузли за подручје Тузланског кантона
- Кантонални суд у Зеници за подручје Зеничко-добојског кантона
- Кантонални суд у Горажду за подручје Босанско-подрињског кантона Горажде
- Кантонални суд у Новом Травнику за подручје Средњобосанског кантона
- Кантонални суд у Мостару за подручје Херцеговачко-неретванског кантона
- Кантонални суд у Широком Бријегу за подручје Западнохерцеговачког кантона
- Кантонални суд у Сарајеву за подручје Кантона Сарајево и
- Кантонални суд у Ливну за подручје Кантона 10

## Видети још
- Уставни суд Федерације Босне и Херцеговине
- Врховни суд Федерације Босне и Херцеговине
- Општински судови Федерације Босне и Херцеговине
- Судска полиција Федерације Босне и Херцеговине

## Рефренце
1. ↑  Закон о судовима Федерације Босне и Херцеговине, Члан 17.
2. ↑  Закон о судовима Федерације Босне и Херцеговине, Члан 19.
3. ↑  Закон о судовима Федерације Босне и Херцеговине, Члан 28.
4. ↑  Закон о судовима Федерације Босне и Херцеговине, Члан 25.